# Friedrich von Hessen-Kassel (1771–1845)

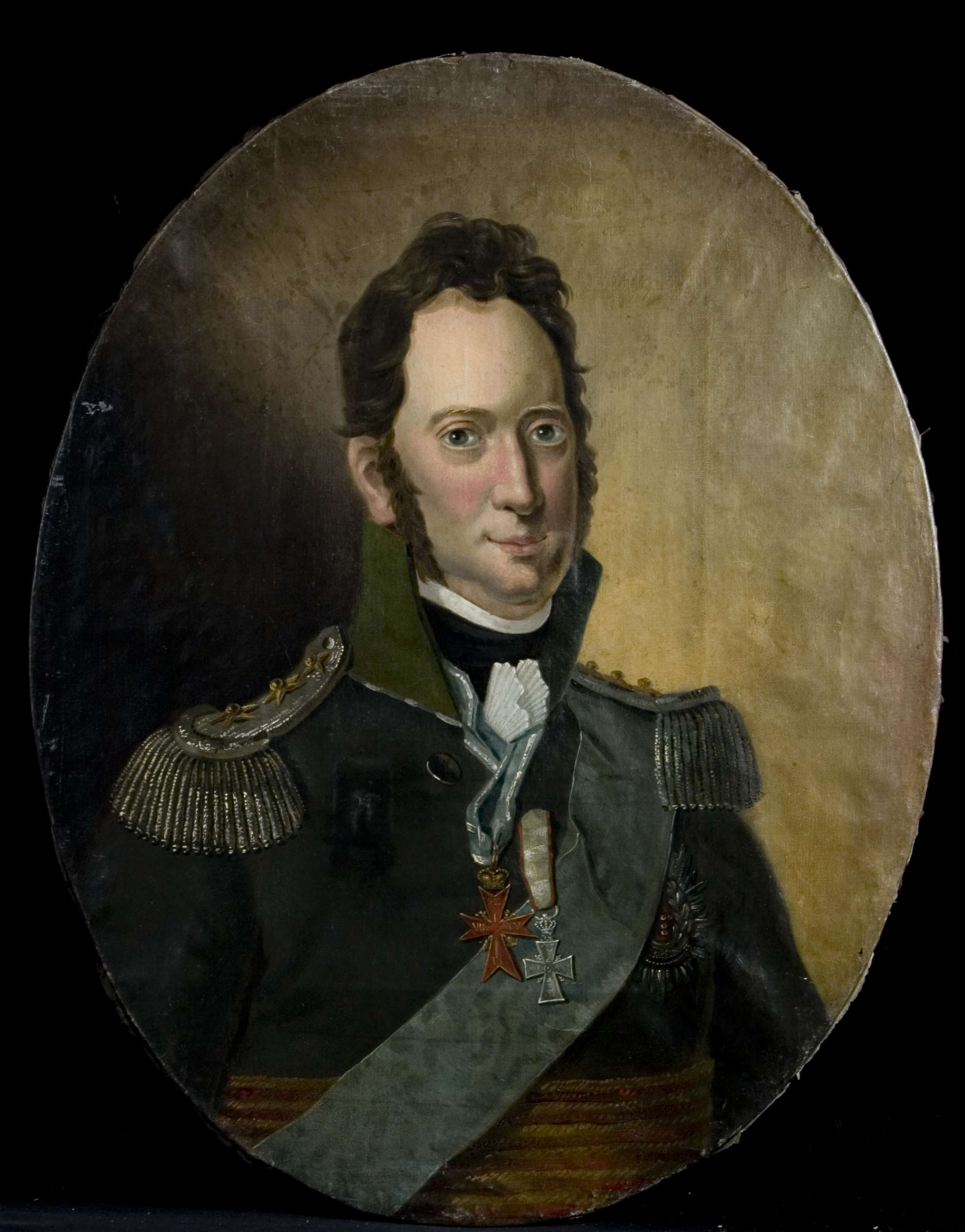
Friedrich von Hessen-Kassel (1771–1845)

Friedrich von Hessen-Kassel (* 24. Mai 1771 in Gottorp; † 24. Februar 1845 in Panker) war ein dänischer General, Statthalter von Norwegen (1810–1813) und Statthalter in Schleswig-Holstein (1836–1842).

## Leben
Er war der Sohn von Karl von Hessen-Kassel (1744–1836) und dessen Frau Prinzessin Louise von Dänemark (1750–1831).
Von klein auf war ihm eine militärische Karriere vorbestimmt. 1778 war er bereits Oberst, 1783 Generalmajor und 1789 Generalleutnant. 1801 wurde er mit dem Elefanten-Orden ausgezeichnet.
1808 wurde er Kommandeur der Festung Rendsburg und Inspekteur der Infanterie in Schleswig-Holstein. Im Juli 1809 wurde er nach Norwegen beordert, um den dortigen Gouverneur Christian August von Schleswig-Holstein-Sonderburg-Augustenburg abzulösen, dem der schwedische Thron angeboten worden war und an dessen Loyalität man daher nun Zweifel hegte. Er blieb dort bis zum 23. Mai 1813, als er von Prinz Christian abgelöst wurde. 1813 wurde er noch Großkommandeur des Dannebrog-Ordens.
Er wurde nun Oberkommandierender der dänischen Hilfstruppen, die Napoleon unterstützten. Nach der Völkerschlacht bei Leipzig zog er sich nach Rendsburg zurück. Im Gefecht von Sehested konnte er dabei den russischen General von Wallmoden besiegen.
Nach dem Kieler Frieden vom 14. Januar 1814 kämpften die Truppen unter Friedrich nun gegen Napoleon. 1818 kehrten die Truppen aus Frankreich zurück, und Friedrich wurde wieder Gouverneur von Rendsburg. Nach dem Tode seines Vaters 1836 wurde er dessen Nachfolger als Gouverneur von Schleswig-Holstein. Die Stellung hatte er bis 1842. Danach zog es sich auf sein Gut Panker an der Ostsee zurück, wo er 1845 starb.

## Familie
1803 bekam Prinz Frederich mit seiner Geliebten Johanne Jansen einen Sohn. Der Sohn hieß Christian Friederichsen (23. November 1803 in Moldened bei Schleswig – 29. August 1866 in Kopenhagen). Durch Patent vom 23. Oktober 1819 wurde Friederichsen unter dem Namen Løvenfeldt mit Dienstalter vom 11. Juli 1815 in den dänischen Adel aufgenommen. Er wurde Major und Kammerherr.
In Oslo heiratete er 1813 Klara von Brockdorff (* 16. Januar 1778; † 24. August 1836) in morganatischer Ehe. Sie war die Tochter von Detlev von Brockdorff (1709–1790) und geschieden von Freiherr Andreas Ernst Christian von Liliencron (1774–1823). Das Paar hatte keine Kinder.